# Guerra italiana de 1499-1501
La segunda guerra italiana, enmarcadas en el conjunto de las guerras italianas, tuvo lugar entre 1499 y 1501 en la mitad norte de la península itálica, originada por las pretensiones de Luis XII de Francia al ducado de Milán y por las ambiciones de los Borgia sobre las ciudades de la Romaña.
Ascendido al trono de Francia en 1498, Luis XII firmó alianzas con la república de Venecia y con los Borgia Alejandro VI y su hijo César Borgia de los Estados Pontificios, e invadió el ducado de Milán derrocando a Ludovico Sforza. Este contraatacó en enero de 1500 al frente de un ejército de mercenarios suizos, pero en abril fue traicionado por estos y apresado junto con su hermano Ascanio. En virtud de los acuerdos firmados, Milán y Génova quedaron en poder de Francia, Venecia obtuvo Cremona y César Borgia avanzó por la Romaña tomando Imola, Forli, Rímini, Pésaro y Faenza.
Pendientes de la reacción de Maximiliano I de Habsburgo, protector de los Sforza, las tropas franco-veneciano-papales gastaron el verano de 1500 en el asedio infructuoso de Pisa, en apoyo de la república de Florencia que pretendía la conquista de esta ciudad. Una vez firmada la tregua con Maximiliano, las fuerzas de la coalición se dirigirían hacia Sicilia Citerior con la intención de conquistarla.

## Contexto

### Casus belli: la pretensión de Luis XII sobre Milán y Sicilia Citerior
Poco después de su ascenso al trono, Luis XII hizo valer los derechos que por su ascendencia genealógica le correspondían al ducado de Milán y al reino de Sicilia Citerior. Ambas pretensiones eran, cuando menos, bastante discutibles:
- los derechos al ducado de Milán: Luis XII era hijo de Carlos I de Orleans; la madre de este, Valentina Visconti, había sido hija del primer duque de Milán Gian Galeazzo Visconti.  El contrato matrimonial por el que Valentina se había casado con Luis de Valois en 1385 especificaba que en caso de faltar la sucesión masculina de los Visconti, el señorío de Milán pasaría a la descendencia masculina del matrimonio[2]  (en esta fecha Milán no era todavía un ducado: lo sería diez años después).  La bula imperial por la que Milán se había constituido en ducado había excluido expresamente a las mujeres de cualquier derecho a la sucesión.[3]  Cuando murió Filippo Maria Visconti en 1447, y tras el período de la República Ambrosiana, Carlos de Orleans había intentado ejercer su derecho a la sucesión del ducado, pero este le había sido arrebatado por Francisco I Sforza, casado con Bianca Maria Visconti, hija ilegítima de Filippo Maria Visconti.

- los derechos al reino de Sicilia Citerior: el padre de Luis XII había muerto cuando este tenía tres años, y el rey Luis XI le había adoptado.  Luis XI era hijo de Carlos VII y María de Anjou, hija de Luis II de Anjou, hijo a su vez de Luis I de Anjou, quien en 1380 había sido adoptado por la reina de Sicilia Citerior Juana I.  A la muerte de ésta, la sucesión al trono napolitano se resolvió con un enfrentamiento entre su sobrino Carlos III de Sicilia Citerior y su hijo adoptivo Luis I de Anjou, de la que salió vencedor el primero;  así, Luis I de Anjou y su descendencia, de la que procedía Luis XII, se convirtieron en pretendientes al trono, aunque nunca llegaron a detentarlo efectivamente.

### Antecedentes: la primera guerra italiana
Ya en la guerra italiana de 1494-1498 Carlos VIII de Francia había alegado sus derechos sobre el ducado de Milán para invadir la península itálica.  En aquella ocasión, casi con los mismos actores, pero en distintas alianzas, las fuerzas francesas habían cercado a Alejandro VI en Roma y llegado hasta Nápoles, pero la liga formada por Milán, Venecia, el Sacro Imperio Romano Germánico, España y los Estados Pontificios había conseguido rechazar a los franceses, obligándolos a retirarse de Italia. En ese campaña militar también participó Luis de Orléans, primo de Carlos VIII, que a su temprana muerte se convertiría en el nuevo rey Luis XII.

### Alianzas de preguerra

#### Francia, Venecia y los Borgia se alían contra Milán
A fin de allanar el camino para su campaña militar, Luis XII comenzó a buscar alianzas entre los estados vecinos.  La superioridad militar de Francia sobre todos los demás estados de Italia sería determinante para la consecución de las mismas.
El enfrentamiento habido en la anterior guerra entre Francia y la Santa Sede se vio superado por los intereses comunes.  El hijo del papa Alejandro VI, César Borgia, fue nombrado duque de Valentinois por Luis XII en compensación por la bula papal que permitió el divorcio de este de Juana de Valois y su boda con Ana de Bretaña. Los Borgia planeaban apoderarse de las ciudades de la Romaña, por lo que se aliaron militarmente con Francia.
Venecia, con el dogo Agostino Barbarigo en el gobierno, resentida con Ludovico Sforza por el abandono de que les había hecho objeto en la primera guerra italiana y en la defensa de Pisa, acordó prestar su ayuda militar atacando Milán desde el este, en tanto Francia lo hacía desde el oeste; los términos del acuerdo especificaban que en compensación por su ayuda Venecia recibiría los territorios de Cremona y Gera d'Adda.
Los ducados de Saboya y Montferrato, pequeños estados en la órbita de Francia, permitirían el paso y el establecimiento del ejército francés en sus territorios.
Luis XII había renovado los tratados que sus antecesores mantenían con Suiza para levar mercenarios para su ejército.  Sin embargo los mercenarios suizos estaban habituados a alquilar sus servicios militares a quien quisiera contratarles, y en el desarrollo posterior de la guerra combatirían también a sueldo de Milán, de los Borgia o de quien les pagase.
Igualmente firmó tratados de paz con Fernando II de Aragón y con su yerno Felipe I de Castilla.

#### Ludovico Sforza no encuentra apoyos
A su vez, el duque de Milán Ludovico Sforza intentó sin éxito pactar alianzas con terceros que acudiesen en su ayuda.  Maximiliano de Austria, casado con la sobrina de Ludovico, estaba embarcado en su propia guerra contra los suizos, por lo que no estaba en condiciones de asistirle militarmente;  Federico de Sicilia Citerior se mostró dispuesto pero incapaz, dado el lamentable estado en que habían quedado sus tropas tras la primera guerra italiana; el duque de Ferrara Hércules I de Este, suegro de Sforza, denegó su ayuda aduciendo el peligro de enfrentarse a Venecia y a los Estados Pontificios, estando su ducado geográficamente enclavado entre ambos.  Solo los turcos del sultán Bajazet, siempre dispuestos a colaborar con cualquier enemigo de Venecia, aceptaron ayudarle atacando por Dalmacia, distrayendo así al ejército veneciano.

#### Florencia se mantiene neutral
La república de Florencia, amenazada por las intrigas de los Médici que intentaban retomar el gobierno, y embarcada en su guerra particular contra Pisa, que era socorrida por Siena, Lucca y Génova, fue requerida tanto por Francia como por Milán.  Los florentinos decidieron mantenerse neutrales en previsión de que su hipotética ayuda a uno de los dos bandos pudiera atraer contra ellos los ataques del otro; en un ejercicio de equilibrio diplomático prometieron a Ludovico Sforza enviar en su ayuda a Paolo Vitelli con su ejército cuando hubieran tomado Pisa, pero en un tratado firmado poco después con Francia se comprometían a no secundar a Sforza.

## Rompe la guerra contra Milán

### El ejército francés ocupa el Milanesado
En agosto de 1499 partió desde Lyon el ejército francés, 2600 lanceros, 8000 soldados franceses y 5000 mercenarios suizos bajo el mando de los franceses Louis De Ligny y Bérault Stuart d'Aubigny y el milanés Gian Giacomo Trivulzio; en un rápido avance cruzaron los Alpes, se adentraron en el ducado de Milán y tomaron por la fuerza los fuertes de Arazzo y Annone; Valenza fue entregada por su gobernador.  Ante el rápido avance de los franceses, el jefe del ejército milanés Galeazzo Sanseverino, que había salido a su encuentro con 1.600 lanceros, 1.500 hombres de caballería y 10 000 soldados italianos, se retiró a Alessandria della Paglia, donde fue sitiado.  Sanseverino abandonó la ciudad dejando tras de sí a sus tropas, y volvió hacia Milán.  Alessandria fue saqueada y semidestruida, y los franceses siguieron avanzando: rindieron Tortona y cruzando el río Po tomaron Mortara y Pavía.
Entretanto los venecianos, llegando desde el este, habían tomado Caravaggio, cruzado el río Adda y llegado hasta Lodi, gracias a la traición de Francesco Sanseverino, quien estando al mando de las fuerzas milanesas en la frontera oriental del ducado, llegó a un acuerdo con los franceses y abandonó a Sforza.
| Por su parte, el florentino Paolo Vitelli tomaba Cascina y asediaba Pisa, bajo la defensa de Gurlino di Ravenna. El 23 de agosto, a punto de tomar la ciudad, una epidemia de peste cayó sobre las tropas de Vitelli, que levantó el asedio contrariando las órdenes de Florencia. Fue decapitado. |
| En septiembre los turcos atacaban Zara, cruzaban el río Isonzo y llegaban hasta el Friul, arreciando en su propia guerra contra Venecia. |

El 2 de septiembre Ludovico Sforza salió de Milán hacia Innsbruck, refugiándose con Maximiliano, dejando la defensa del castillo a Bernardino da Corte con suministros y municiones suficientes para resistir varios meses.  Sin embargo, cuatro días después da Corte entregó el castillo y las tropas francesas ocuparon Milán.  El resto de Lombardía sería rendido con facilidad;  Génova se entregó a los franceses, Cremona se declaró por los venecianos.  Trivulzio fue nombrado gobernador del ducado.  Luis XII visitaría la ciudad entre el 2 de octubre y el 5 de noviembre.
Además de Milán, Luis XII tomó bajo su protección al marqués de Mantua y al duque de Ferrara;  Giovanni II Bentivoglio, signore de Bolonia, también se acogió a él. Florencia firmó un tratado de alianza con Francia.

### Contraataque de los Sforza, su derrota y prisión
Las imposiciones fiscales a las que Trivulzio sometía a la población y la crueldad con la que castigaba su incumplimiento le hicieron aborrecido de los milaneses, que reclamaron el regreso de Ludovico.
En enero, al frente de un ejército de 500 borgoñones y 800 suizos en su mayoría mercenarios, Sforza penetró en Lombardía desde el Tirol, y fue reconquistando Chiavenna, Bellinzona, Bellagio, Nesso, Como y finalmente Milán, mientras las fuerzas francesas quedaban en el castillo. Sforza pagó un ducado por cada cabeza francesa.  Reforzando su ejército con nuevos efectivos a medida que avanzaba, Ludovico salió hacia Pavía, dejando la defensa de Milán a su hermano Ascanio.
En abril de 1500 Louis de la Tremouille llegó desde Francia con otro ejército de 10 000 mercenarios suizos y 6.000 franceses, y sitió a Ludovico en Novara.  Los mercenarios suizos en el bando de Sforza se negaron a luchar contra sus compatriotas en el bando francés, y presentaron su rendición a cambio del pago de sus soldadas atrasadas, que los franceses satisficieron. Abandonado por sus soldados, Sforza fue hecho prisionero y conducido a Francia, donde moriría ocho años después.
Los soldados gascones, alemanes y borgoñones se dedicaron al pillaje, aprovechando la situación de desgobierno, al tiempo que soldados del cantón de Uri ocupaban Bellinzona, perteneciente al ducado de Milán, acción que permitiría a la confederación suiza sentar el germen de un nuevo cantón en la región del Tesino.
Su hermano el cardenal Ascanio Sforza acudió en su ayuda desde Milán con 600 caballeros y un número considerable de estradiotes.  En el camino, un ejército de venecianos bajo el mando de Soucin Bienson y Charles des Ursins les obligó a retirarse al castillo de Rivoli, donde fueron sitiados.  Sin provisiones con las que resistir, Ascanio rindió su ejército, siendo apresado y enviado a Francia.
Poco después la ciudad de Milán presentó su rendición al arzobispo de Rohan, el cardenal Georges d'Amboise, evitando el saqueo y destrucción de la capital a cambio de un rescate de 300.000 coronas.  Trivulzio fue destituido del gobierno de la ciudad, que fue encargado al sobrino del cardenal, Charles II de Amboise de Chaumont.

### Avance de César Borgia por la Romaña
César Borgia, separándose del ejército francés con 1.800 caballeros franceses bajo el mando de Yves d'Alègre y 4.000 piqueros suizos pagados por el papa, atacó las ciudades-estado de la Romaña, ante la pasividad de los estados vecinos, temerosos de la represalia francesa.
Atacó y redujo Imola a últimos de diciembre. Forli, que presentó una fuerte resistencia bajo el mando de Catalina Sforza fue rendido en enero de 1501, y Catalina hecha prisionera, aunque sería liberada poco después.  A lo largo de este año cayeron en poder de César Borgia Rímini, gobernado por Rodolfo Malatesta, y Pésaro, por Giovanni Sforza.  En noviembre Faenza gobernada por Astorre III Manfredi fue sitiada, pero los rigores del invierno y la tenaz resistencia que ofrecieron sus pobladores obligaron a aplazar el asedio.
Socorrido con los fondos que el papa había levantado para la iglesia, César Borgia retomó el asalto a Faenza en la primavera del año siguiente, y tras su toma marchó también sobre Bolonia, a pesar estar bajo la protección de Francia.  Después marchó hacia Florencia, y de allí se unió al ejército francés que iba a Nápoles.

## Consecuencias
Con el norte de Italia bajo su control y con la intención de seguir su avance hacia Nápoles, Luis XII se vio retrasado por la actitud austriaca:  finalizada la guerra contra los suizos, Maximiliano incitó a los demás príncipes electores del Sacro Imperio Romano a unirse contra Francia en respuesta a la usurpación de Milán, al destino dado a los Sforza y a las hipotéticas aspiraciones de Francia y Venecia contra Austria.
A la espera de que se ajustase una tregua con Austria, las tropas francesas se unieron a las florentinas en su asedio a Pisa en junio de 1500. Pisa ofreció su vasallaje a Francia a cambio de no ser entregados a Florencia, pero Luis XII rechazó la propuesta; este rechazo sería el motivo de la retirada inesperada de las fuerzas francesas del asedio que mantenían contra Pisa juntamente con las tropas florentinas.
Finalmente, con la intermediación del hijo de Maximiliano, Felipe el Hermoso, Francia y Austria ajustaron una tregua; según las condiciones acordadas, Maximiliano investiría a Luis como duque de Milán a cambio de que este ducado fuese entregado como dote a la hija de Luis XII Claudia en su futuro matrimonio con el nieto de Maximiliano, Carlos.  El acuerdo definitivo sería plasmado en el tratado de Trento de octubre de 1501 en el que Maximiliano reconocía las conquistas francesas en el norte de Italia.  El ejército francés, con el norte de Italia asegurado, marcharía hacia el sur a fin de ocupar también Sicilia Citerior.
El ducado de Milán quedaría en manos francesas hasta 1512, cuando los suizos rehabilitaron a Maximiliano Sforza en el gobierno.